# Antonio Vittorio Vivaldi
Antonio Vittorio Vivaldi (Sanremo, 1º gennaio 1942) è un giocatore di bridge italiano. Vive a Torino.
Ha giocato nel mitico "Blue Team" dal 1973 al 1980.
World Grand Master (WGM).
Ha vinto un Campionato del Mondo, 4 Campionati Europei, 20 titoli Italiani.
Autore del testo "Probabilities&Alternatives in Bridge".
Attualmente gioca con Enza Rossano formando una delle coppie miste più forti del mondo.

## Palmarès

### International Championships
- 1973, European Open Teams
- 1983, European Open Teams
- 1996, European Mixed Pairs
- 1998, World Mixed Pairs
- 1998, European Mixed Teams

### Italian Championships
- 1971, Open Teams
- 1972, Open Teams
- 1974, Open Teams
- 1975, Open Teams
- 1976, Open Teams
- 1977, Open Teams
- 1978, Open Teams
- 1982, Open Teams
- 1975, Mixed Teams
- 1980, Mixed Teams
- 2004, Mixed Teams
- 1997, Mixed Pairs
- 2003, Mixed Pairs
- 2004, Mixed Pairs
- 2000, Open Cup
- 2002, Open Cup
- 2002, Open Pairs
- 2003, Over 55 Cup
- 2017, Open Teams
- 2019, Open Teams